# Хайнрих Леополд фон Райхенбах-Гошюц
Хайнрих Леополд фон Райхенбах-Гошюц (на немски: Heinrich Leopold Graf von Reichenbach-Goschütz; * 19 март 1705, Клайн-Петервиц, Силезия, Полша; † 9 април 1775, Гошюц, Долносилезко войводство, Полша) е граф на Райхенбах, свободен и племенен господар на Гошюц, „генерален наследствен пощенски-майстер“ на Силезия, и рицар на Ордена на черния орел. Фамилията му е от 1742 г. значима и влиятелна протестантска магнат-фамилия в Силезия.

## Произход и наследство
Той е големият син (четвъртото дете) на фрайхер Хайнрих фон Райхенбах (1633 – 1715) и втората му съпруга Йохана Хелена фон Рор и Щайн (1675 – 1758), дъщеря на Ханс Фридрих фон Рор и Щайн и Анна Елизабет фон Котулински. Брат е на граф Кристоф Хайнрих фон Райхенбах-Нойшлос (1710 – 1791), фрайин Йохана Маргарета фон Райхенбах (1699 – 1760), фрайин Хенриета София фон Райхенбах (1700 – 1750) и фрайин Шарлота Елизабет фон Райхенбах (1703 – 1750).
Родът Райхенбах от Силезия не е роднина с графската фамилия Райхенбах от Хесен. Родът Райхенбах от Силезия първо е разделен на пет рода. На 30 май 1665 г. родът става фрайхерен на Бохемия, на 16 януари 1678 г. бохемски господари и на 10 март 1730 г. графове на Бохемия. След завладяването на Силезия от Прусия фамилията е наградена от Фридрих II на „генерални пощенски майстери“ за Долна Силезия (6 ноември 1741). На 7 януари 1752 г. те стават „наследствени пощенски майстери“ за цяла Силезия. На 5 юли 1752 г. един клон на фамилията е издигнат на „наследствен главнен ловенмайстер“ в Силезия. Гошюц е издинат от пруския крал на „Свободно племенно господство“.

## Фамилия
Първи брак: на 11 август 1729 г. в Билиц, Силезия, с графиня Хелена Агнес фон Золмс-Вилденфелс (* 29 май 1707, Кьонигсберг, Прусия; † 13 октомври 1735, Гошюц), дъщеря на граф Хайнрих Вилхелм фон Золмс-Вилденфелс (1675 – 1741) и графиня Хелена Доротея Трушсес фон Валдбург (1680 – 1712). Те имат шест деца:
- София Хелена фон Райхенбах-Гошюц (* 27 май 1730; † 18 ноември 1750, Фестенберг)
- Хайнрих Густаф Готлоб фон Райхенбах-Гошюц (* 26 ноември 1731, Гошюц; † 11 март 1790, Гошюц), генерален наследствен постмайстер на Силезия, катедрален господар/домхер на Магдебург, женен I. на 30 юни 1754 г. в Ебелебен за принцеса Шарлота Августа фон Шварцбург-Зондерсхаузен (* 9 февруари 1732, Ебелебен; † 11 юни 1774, Фестенберг), дъщеря на принц Август I фон Шварцбург-Зондерсхаузен, II. за графиня Каролина Антония Луиза фон Шьонбург-Рокхсбург (* 8/28 декември 1752, Димантщайн; † 15 юни 1818, Фестенберг)
- Кристоф Хайнрих фон Райхенбах-Гошюц (* 28 март 1733, Гошюц; † 7 ноември 1772, Роснохау), пруски полковник-лейтенат, женен на 6 декември 1761 г. в Гошюц за фрайин Йохана Елеонора фон Моравитцки и Рудниц (* 20 април 1743; † 16 февруари 1769, Браниц)
- Хайнрих Леополд фон Райхенбах (* 28 март 1733, Гошюц; † 25 февруари 1805, Зорау), женен I. през юни 1758 г. за фрайин Шарлота Хелена фон Трач и Бюркау († 12 май 1760), II. на 16 май 1770 г. във Фестенберг за графиня София Амалия Хенриета фон Райхенбах-Гошюц (* 9 април 1755, Фестенберг; † 31 януари 1797, Кайзерсвалдау), дъщеря на чичо му граф Хайнрих фон Райхенбах-Гошюц (1731 – 1790)
- Амалия Хелена фон Райхенбах (* 17 септември 1734; † 16 май 1735)
- Хайнрих Албрехт фон Райхенбах (* 11 октомври 1735; † 15 октомври 1735)

Втори брак: на 19 юли 1737 г. с принцеса Фридерика Шарлота фон Шьонайх-Каролат (* 30 септември 1720; † 11 юли 1741), дъщеря на княз Ханс Карл цу Каролат-Бойтен (1689 – 1763) и бургграфиня и графиня Амалия фон Дона-Шлодиен (* 4 юли 1692, Вианен; † 20 октомври 1761, Каролат). Те имат три деца:
- Амалия Хелена фон Райхенбах (* 13 май 1738, Гошюц; † 6 април 1817, Халбау), омъжена I. на 12 август 1754 г. в Гошюц за бургграф и граф Йохан Фридрих фон Дона-Лаук (* 16 декември 1716, Райхертсвалде; † 7 фрвруари 1761, в битка), II. на 30 октомври 1769 г. в Клайн Котценау за граф Фридрих Август фон Коспот (* 22 юли 1717, Шилбах; † 3 октомври 1782, Халбау)
- Карл Кристоф Хайнрих фон Райхенбах (* 29 март/май 1739; † 24 юли 1741)
- Фридерика фон Райхенбах (* 10 май 1740, Гошюц; † 17 март 1814, Малмиц), омъжена на 10 ноември 1760 г. за бургграф и граф Вилхелм Кристоф Готлоб фон Дона-Шлодиен (* 13 ноември 1724, Костритц; † 17 август 1787, Малмитц)

Трети брак: на 9 август 1742 г. в Карлсберг с принцеса Амалия Мария/Мариана Анна фон Шьонайх-Каролат (* 12 юни 1718; † 22 март 1790), сестра на втората му съпруга, дъщеря на княз Ханс Карл цу Каролат-Бойтен (1689 – 1763) и бургграфиня и графиня Амалия фон Дона-Шлодиен (* 4 юли 1692, Вианен; † 20 октомври 1761, Каролат). Те имат единадесет деца:
- София Шарлота фон Райхенбах (* 16 юли 1743, Гошюц; † 25 октомври 1794, Ригерсдорф), омъжена I. на 28 август 1764 г. в Гошюц за Карл Емил фон Шьонайх-Каролат (* 31 октомври 1724; † 26 март 1781), син на княз Ханс Карл цу Каролат-Бойтен (1689 – 1763), II. на 29 май 1774 г. в Гошюц за граф Станислаус Понински († 5април 1791, Ригерсдорф)
- Йохана Каролин фон Райхенбах (* 7 юни 1744; † 12 декември 1745)
- Фридрих Хайнрих Емил фон Райхенбах-Гошюц (* 24 септември 1745, Бреслау; † 9 февруари 1795, Шегелн), женен на 10 март 1783 г. за Луиза Фридерика фон Карлсбург (* 26 октомври 1753; † 21 ноември 1798, Шегелн)
- Карл Хайнрих Фабиан фон Райхенбах-Гошюц (* 26 ноември 1746, Гошюц; † 24 април 1828, Цесел), женен I. на 16 юни 1772 г. във Фридланд за графиня Улрика Луиза Елизабет фон Бургхаус (* 30 август 1752, Фридланд; † 8 май 1783, Бодланд), II. на 18 май 1784 г. в Гошюц за графиня Кристина Августа Шарлота фон Райхенбах-Гошюц (* 26 февруатри 1760, Ебелебен; † 30 април 1814, Цесел), дъщеря на чичо му граф Хайнрих фон Райхенбах-Гошюц (1731 – 1790)
- Вилхелмина Каролина фон Райхенбах (* 24 март 1748; † 11 октомври 1748)
- Карл Хайнрих Лудвиг фон Райхенбах (* 23 декември 1750; † 25 април 1751)
- Карл Хайнрих Вилхелм фон Райхенбах (* 30 март 1754; † 18 ноември 1758)
- Хайнрих Лудвиг фон Райхенбах (* 16 април 1755; † 2 април 1756)
- Хайнрих Фердинанд фон Райхенбах (* 2 ноември 1756; † 2 януари 1759)
- Фридрих ХайнрихКарл фон Райхенбах (* 17 февруари 1758; † 13 август 1758)
- Каролина Хенриета Вилхелмина фон Райхенбах (* 19 юли 1759, Бреслау; † 21 юни 1797, Шмидеберг), омъжена I. на 28 май 1782 г. във Фестенберг за фрайхер Георг Август фон Ботмар и Лойенбург (* 23 февруари 1742, Камерсвалдау; † 12 май 1792, Камерсвалдау/Комарно), II. на 6 юни 1797 г. в Камерсвалдау за Йохан Карл Кристиан Фишер